# Wickham-Nationalpark
Der Wickham-Nationalpark (englisch Wickham National Park) ist ein 141 Hektar großer Nationalpark in Queensland, Australien.

## Lage
Er liegt im Hinterland der Gold Coast in der Region South East Queensland etwa 45 Kilometer südlich von Brisbane und 25 Kilometer nordöstlich von Beaudesert. Die nächstgelegene Stadt ist Tamborine. Von hier erreicht man den Park über Waterford Tamborine Road Richtung Norden, von der nach 3 Kilometern die Plunkett Road nach Westen abzweigt. Auf dieser passiert man den Park nach weiteren 4 Kilometern. Im Nationalpark selbst gibt es nur einige unbefestigte Forststraßen, aber keine Besuchereinrichtungen. Er grenzt unmittelbar im Norden an den Plunkett Conservation Park.
In der Nachbarschaft liegen die Nationalparks Tamborine und Nerang.

## Flora
Der Wickham-Nationalpark schützt einen kleinen Bereich Primärwald an den Hängen des Albert River in dem Leucopogon recurvisepalus gedeiht, eine gefährdete Spezies aus der Familie der Heidekrautgewächse.